# 観音寺 (明石市)
観音寺（かんのんじ）は、兵庫県明石市二見町にある臨済宗妙心寺派の寺院。

## 歴史
1267年（文永4年）、南海山法船寺として創建する。1442年（嘉吉2年）に領主小川正辰が再興し、浦陀山観音寺とした。1593年（文禄2年）に京都妙心寺より天巌清長禅師を請いて開山とし、補陀山観音寺と改める。1993年（平成5年）に鉄筋3階建の本堂が再建された。

## 所在地
〒674-0092 兵庫県明石市二見町東二見1643

## 文化財
- 市指定文化財（史跡）
  - 横河重陳墓 - 1973年（昭和48年）2月2日指定[1]

## 周辺
- 長徳寺 (明石市)
- 瑞應寺 (明石市)
- 徳源寺
- 東二見漁港
- 明石東二見郵便局
- 山陽電車 東二見駅
- 明石市立二見小学校

## 交通
- 山陽電車 東二見駅から南へ徒歩約8分